# Columbus Air Force Base
Columbus AFB is een vliegbasis van de United States Air Force en plaats (census-designated place) in de Amerikaanse staat Mississippi bij Columbus, en valt bestuurlijk gezien onder Lowndes County.
De Host Unit op Columbus AFB is de 14th Flying Training Wing (14 FTW), die deel uitmaakt van Air Education and Training Command (AETC). Er wordt gevlogen met Beechcraft T-6 Texan II (een onder licentie gebouwde versie van de Pilatus PC-9), de Raytheon T-1 Jayhawk en de Northrop T-38 Talon.

## Demografie
Bij de volkstelling in 2000 werd het aantal inwoners vastgesteld op 2060.

## Geografie
Volgens het United States Census Bureau beslaat de plaats een oppervlakte van
18,2 km², geheel bestaande uit land.

## Plaatsen in de nabije omgeving
De onderstaande figuur toont nabijgelegen plaatsen in een straal van 24 km rond Columbus AFB.